# Лар (Шварцвалд)
Лар (њем. Lahr/Schwarzwald) град је у њемачкој савезној држави Баден-Виртемберг. Једно је од 51 општинског средишта округа Ортенау. Према процјени из 2010. у граду је живјело 43.705 становника. Посједује регионалну шифру (AGS) 8317065.

## Географски и демографски подаци
Лар се налази у савезној држави Баден-Виртемберг у округу Ортенау. Град се налази на надморској висини од 170 метара. Површина општине износи 69,9 km². У самом граду је, према процјени из 2010. године, живјело 43.705 становника. Просјечна густина становништва износи 626 становника/km².

## Међународна сарадња
| Мјесто   | Држава    | Врста сарадње | Од    |
| -------- | --------- | ------------- | ----- |
| Алахуела | Костарика | партнерство   | 2006. |
| Доле     | Француска | партнерство   | 1962. |
| Белвил   | Канада    | партнерство   | 1972. |
| Извор    |           |               |       |